# Districtul Tichy
Tichy este un district din provincia Béjaïa, Algeria.